# Ernst-Thälmann-Denkmal (Görlitz)

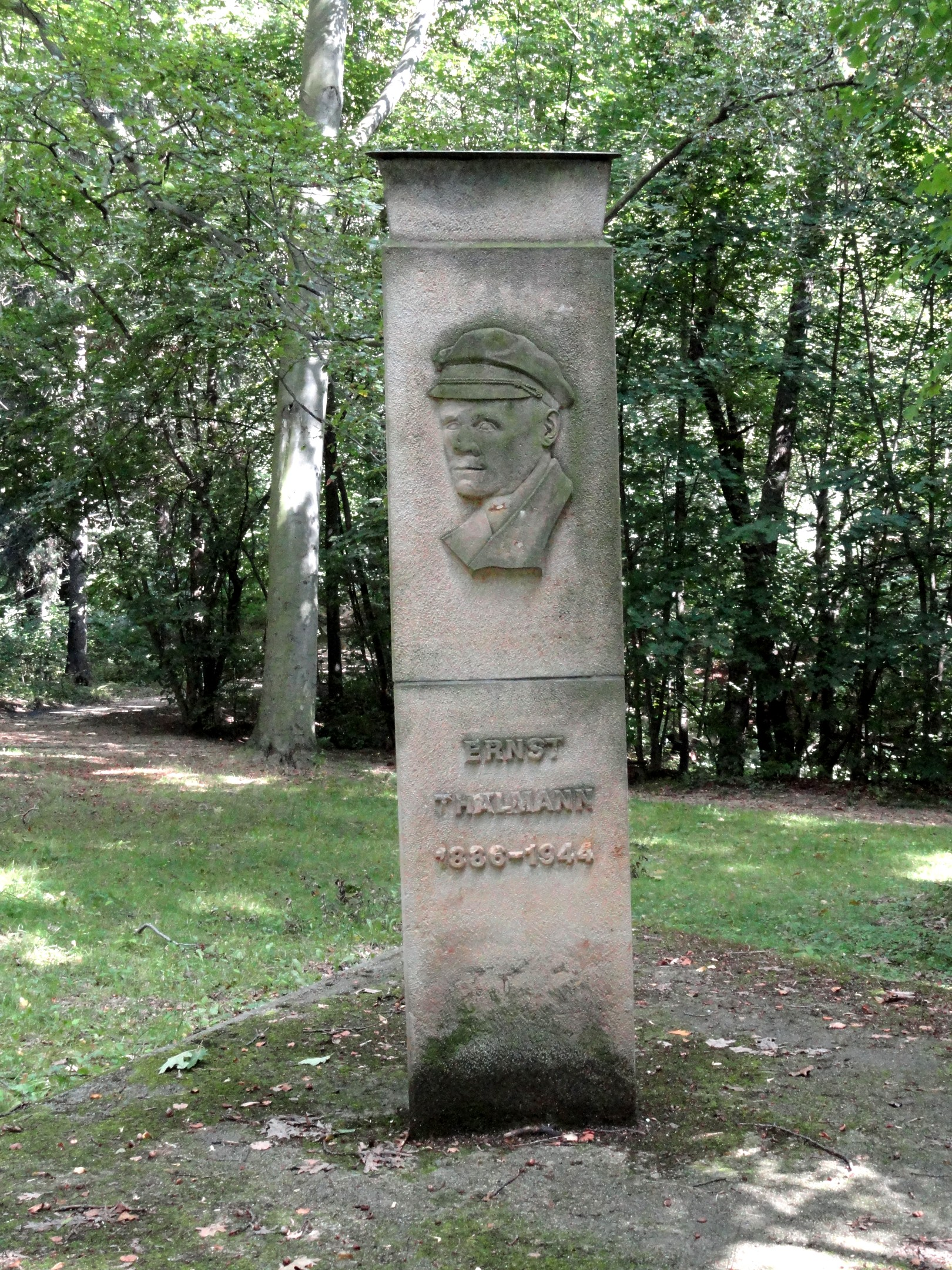
Ernst-Thälmann-Denkmal

Das Ernst-Thälmann-Denkmal in Görlitz ist eine Steinstele zur Erinnerung an Ernst Thälmann, den Vorsitzenden der  Kommunistischen Partei Deutschlands (KPD) in der Stadt Görlitz in Ostsachsen. Es befindet sich in der Heinzelstraße in Görlitz und wurde 1972 errichtet.
Auf einer Stele ist ein Relief mit dem Kopf Ernst Thälmanns mit Schirmmütze dargestellt. Darunter ist die Inschrift zu lesen:
Die Inschrift auf der Rückseite lautet: